# Nestos
Nestos (Grieks: Νέστος) is een gemeente (dimos) in de Griekse bestuurlijke regio (periferia) Oost-Macedonië en Thracië. De hoofdplaats van de gemeente is Chrysoupoli. De streek heet naar de gelijknamige rivier, die er in de Egeïsche Zee uitmondt.
De drie deelgemeenten (dimotiki enotita) van de fusiegemeente zijn:
- Chrysoupoli (Χρυσούπολη)
- Keramoti (Κεραμωτή)
- Oreino (Ορεινό)